# Vương Khánh Vân (Bắc Ngụy)
Vương Khánh Vân (chữ Hán: 王慶雲, ? – 530), người dân tộc thiểu số Long Hạc , sinh quán tại quận Lược Dương , thủ lĩnh khởi nghĩa nông dân cuối đời Bắc Ngụy.

## Cuộc đời và sự nghiệp
Cuối thời Bắc Ngụy, dân chúng không kham nổi sưu cao thuế nặng, liên tiếp dựng cờ khởi nghĩa, Vương Khánh Vân cũng tập hợp lực lượng, đánh chiếm thành Thủy Lạc  làm căn cứ. Năm Vĩnh An thứ 3 (530), bộ tướng của Mặc Kỳ Sửu Nô là Mặc Kỳ Đạo Lạc quy hàng Khánh Vân. Đạo Lạc quả cảm hơn người, kiêu dũng tuyệt luân; Khánh Vân vô cùng mừng rỡ, cho rằng có ông ta giúp đỡ thì việc lớn có thể thành công, vào tháng 6 ÂL cùng năm, xưng đế, sắp đặt bá quan, bái Đạo Lạc làm Đại tướng quân.
Chưa đến nửa tháng sau, tướng Ngụy là Nhĩ Chu Thiên Quang đưa quân đến dưới thành Thủy Lạc, Khánh Vân cùng Đạo Lạc ra nghênh chiến. Trong lúc hỗn chiến, Đạo Lạc bị trúng tên vào cánh tay, nghĩa quân chạy trở vào thành, quan quân thừa thế đánh hạ thành đông. Khánh Vân đưa quân về giữ thành tây, nhưng nơi này lại không có nguồn nước, khiến mọi người khát khô, dần không chịu nổi. Khánh Vân tính kế đột vây, nhưng nhiều nghĩa quân ra hàng đã tố cáo với quan quân. Thiên Quang sợ bọn Khánh Vân trốn mất, nên vờ sai người dụ hàng, hứa hẹn cho bọn thủ lĩnh nghĩa quân một đêm suy nghĩ, đến sáng hôm sau hãy trả lời. Khánh Vân và Đạo Lạc cho rằng đêm nay quan quân sẽ lơi lỏng phòng bị, nên vào nửa đêm lên ngựa ra thành. Không ngờ Thiên Quang đã sớm đoán biết, cắt đặt mai phục, bắt sống bọn Khánh Vân. Nghĩa quân nhanh chóng đầu hàng, nhưng Thiên Quang vẫn chôn sống toàn bộ 17000 quân dân trong thành.